# Hat-Creek-Radioobservatorium
Das Hat-Creek-Radioobservatorium ist eine Radiosternwarte in Kalifornien, etwa 500 km nordöstlich von San Francisco in 1280 m Höhe gelegen. Sie wurde vom Radio Astronomy Laboratory der University of California, Berkeley gegründet und bis 2012 betrieben, danach ging der Betrieb auf SRI International über.

## 85-Fuß-Radioteleskop
Das Hat Creek Radio Observatory (HCRO) wurde in den 1950er Jahren vom Radio Astronomy Laboratory der University of California, Berkeley gegründet. 1960 ging ein Radioteleskop mit 85 Fuß (26 m) Antennendurchmesser in Betrieb, das bis zu seinem Einsturz durch einen Sturm 1993 genutzt wurde.

## BIMA-Millimeterinterferometer
In den 1970er Jahren begannen Experimente mit einem Radiointerferometer für den Millimeterwellenbereich mit zunächst zwei Teleskopen. Sukzessive wurden weitere Teleskope hinzugefügt, bis schließlich in den 1990er Jahren zehn Teleskope mit je 6 m Antennendurchmesser erreicht waren, die Empfänger für 3 mm und (bis auf ein Teleskop) 1 mm Wellenlänge hatten. Dieses Interferometer wurde gemeinsam mit der University of Illinois (Urbana-Champaign) und der University of Maryland (College Park) betrieben und ist nach dem Namen dieser Arbeitsgemeinschaft (Berkeley Illinois Maryland Association) als BIMA-Interferometer bekannt.
im Jahr 2005 wurden neun der Teleskope des BIMA-Interferometers an einen anderen Standort verlagert, um Teil des CARMA-Interferometers zu werden.

## Allen Telescope Array (ATA)

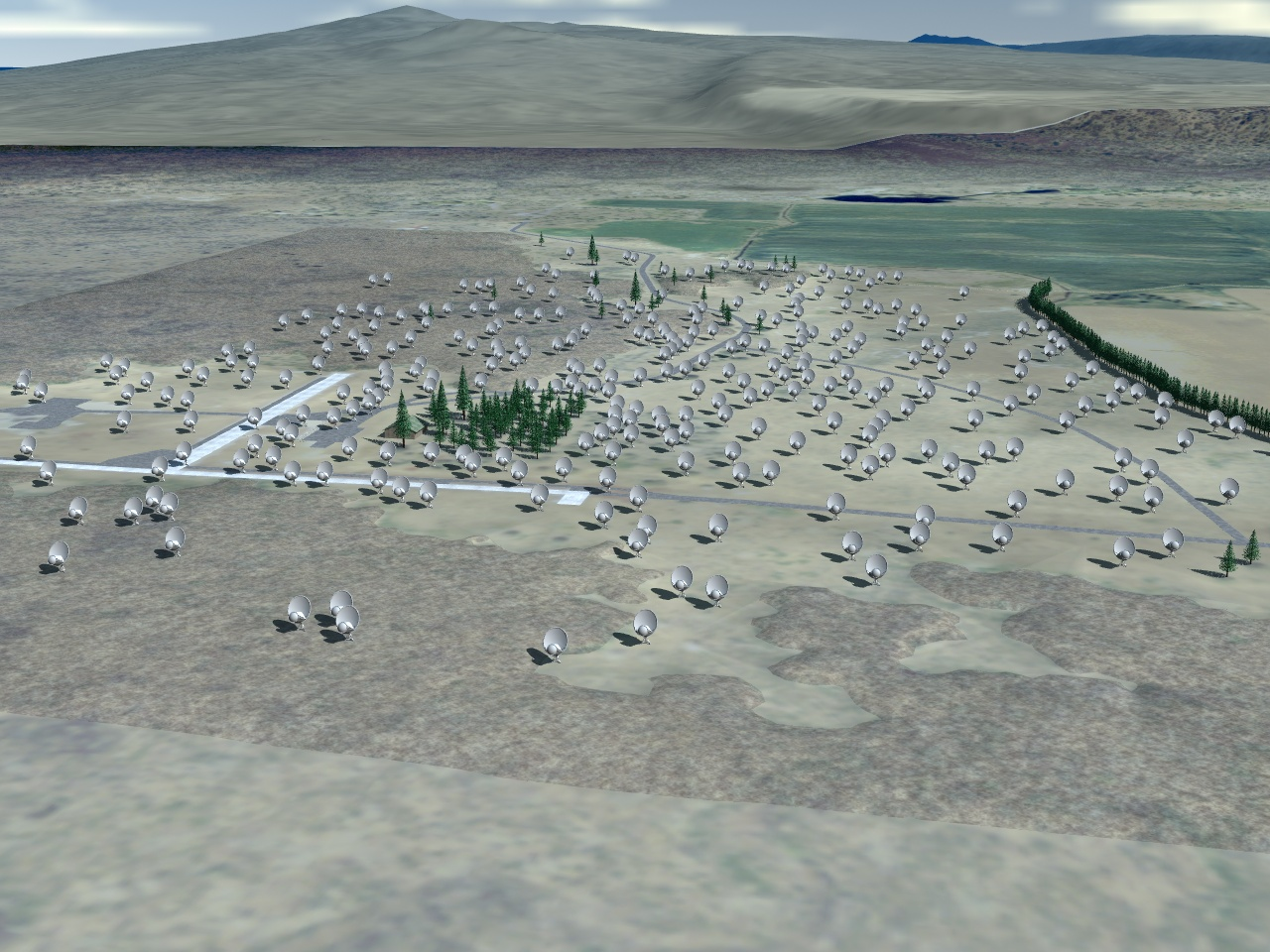
Rendering des Allen Telescope Arrays

2005 wurde in Hat Creek mit dem Bau eines neuen Radiointerferometers für den Zentimeterwellenbereich (Frequenzen von 0,5 bis 11,2 GHz) begonnen. Im ursprünglich geplanten Endausbau sollte es 350 Teleskope von je 6,1 m Antennendurchmesser umfassen, die über ein Gebiet von 1 km Durchmesser verstreut sind. Wegen der damit verbundenen Sammelfläche war es früher auch als „1-Hektar-Teleskop“ bekannt. Den neuen Namen verdankt es finanzieller Unterstützung durch den Microsoft-Mitbegründer Paul Allen.
Mit vielen relativ einfachen Teleskopen, großem gleichzeitig überdecktem Frequenzbereich, großem gleichzeitig abgedecktem Gesichtsfeld infolge der vielen Einzelteleskope sowie hochentwickelter Computerverarbeitung der empfangenen Signale ist das Allen Telescope Array wie LOFAR Beispiel einer neuen Generation großer Radiointerferometer, die zum geplanten internationalen Square Kilometre Array führen sollen.
Das Allen Telescope Array sollte sowohl für radioastronomische Beobachtungen als auch für die Suche nach extraterrestrischer Intelligenz (SETI) genutzt werden.
Da die Finanzierung des vollen ATA nicht sichergestellt werden konnte, wurden bis 2007 nur 42 Antennen erstellt. Als im April 2011 die Geldgeber (der Bundesstaat Kalifornien, die Universität Berkeley und die National Science Foundation) ihre Zuschüsse kurzfristig einstellten, schien die Einstellung des Projekts sicher. Die University of California, Berkeley zog sich 2012 aus dem Projekt zurück, das seither von SRI International betrieben wird und für das SETI-Institut genutzt werden soll.
Ein Großteil der Teleskopzeit wird an die U.S. Air Force vermietet, die im Rahmen des Space Surveillance Networks (SSN) Satelliten und Weltraumschrott observiert.